# 田村貞雄 (経済学者)
田村 貞雄（たむら さだお、1934年7月29日 - 2007年1月18日）は日本の経済学者、早稲田大学名誉教授。
新潟県豊栄町（現新潟市北区）出身。新潟大学人文学部卒。1963年一橋大学大学院経済学研究科博士課程。中山伊知郎の指導を受けた。1966年早稲田大学社会科学部助教授、1971年教授、2005年定年退任、名誉教授。

## 著書
- 『経済のわかる本 理論と実際』ごま書房 ゴマブックス 1972
- 『日本に資本主義はなかった』ごま書房 ゴマブックス 1974

### 共編著
- 『現代経済学』筑井甚吉共著 春秋社 1972
- 『新しい医療福祉経済学』吉川暉、杉田肇共著 早稲田大学出版部 1983
- 『日本の国際適応力』大畑弥七共編 有斐閣選書 1986
- 『ヘルスエコノミックス 激動の経済改革に対して我々は何ができるか』杉田肇共著 成文堂 学際レクチャーシリーズ 1995
- 『社会人間学 社会を場として考える』小林登共編著 成文堂 学際レクチャーシリーズ 1997
- 『環境・資源・健康共生都市を目指して 人間讃歌のまちづくり』寄本勝美共編著 成文堂選書 1999

### 共訳
- M.スチュワート『ケインズと現代』田村紀之、鈴村興太郎共訳 ダイヤモンド社 1969

## 注
1. ↑  『現代日本人名録』
2. ↑  田村貞雄教授 辞・年譜・主要著作目録 早稲田社会科学総合研究 2005-07